# Mezőkomárom, Fejér
Mezőkomárom  este un sat în districtul Enying, județul Fejér, Ungaria, având o populație de 988 de locuitori (2011). 

## Demografie
Componența etnică a satului Mezőkomárom
     Maghiari (98,38%)
     Necunoscut (0,92%)
     Alții (0,69%)
Componența confesională a satului Mezőkomárom
     Reformați (13,66%)
     Fără religie (9,11%)
     Luterani (2,83%)
     Necunoscută (73,58%)
     Alte religii (1,11%)
Conform recensământului din 2011, satul Mezőkomárom avea 988 de locuitori. Din punct de vedere etnic, majoritatea locuitorilor (98,38%) erau maghiari. Apartenența etnică nu este cunoscută în cazul a 0,92% din locuitori. Nu există o religie majoritară, locuitorii fiind reformați (13,66%), persoane fără religie (9,11%) și luterani (2,83%). Pentru 73,58% din locuitori nu este cunoscută apartenența confesională.